# Chimarra mouldsi
Chimarra mouldsi là một loài Trichoptera trong họ Philopotamidae. Chúng phân bố ở miền Australasia.